# 嶽温泉
嶽温泉（だけおんせん）は、青森県弘前市（旧国陸奥国）にある温泉である。

## 泉質
- 含土類酸性硫化水素泉

温泉街では、80度以上源泉と45度程度の源泉の2本を組み合わせて使用してきた。2022年後半、突如として源泉の温度と湯量が低下する事象に見舞われた。

## 効能
神経痛、リューマチ、糖尿病、婦人病、心臓病。

## 温泉街
岩木山の麓に位置する、昔ながらの湯治場の風情を色濃く残す温泉街には、旅館、お土産店が立ち並ぶ。日帰り入浴はいずれの旅館でも受け付けている。泉質は宿ごとに多少違いが見受けられる。築年数の古い伝統的な旅館のほかに、マタギ料理や津軽らしさを売り物とする近代的な設備の良い旅館も建つ。
温泉街の土産店および道路沿いの青空販売店では、焼きとうもろこしが名物として販売されている。嶽地区のとうもろこし「嶽きみ」は風味が良いことで知られ、レトルトの「嶽きみ」も商品化されている。また嶽簡易郵便局がある。
温泉街周辺には、岩木山スキー場、パラグライダー練習場、運動公園、岩木山登山路などがあり、通年でスポーツやレジャーを楽しめる。
かつて共同浴場が温泉街の中心、写真の看板の左側に存在した。現在は共同浴場は取り壊されて公衆トイレになっている。
隣の百沢地区（百沢温泉）には、古刹の津軽一ノ宮岩木山神社がある。
2022年後半、源泉の温度と湯量が低下（前述）して、多くの宿泊施設が休業に追い込まれた。

## 歴史
津軽藩4代藩主の津軽信政によって開かれ、400年近い歴史がある。

## アクセス
- 車: 東北自動車道大鰐弘前ICから約30分。
- 公共交通：JR弘前駅または弘前バスターミナルより弘南バス枯木平行で約50分、「嶽温泉」下車。

## 周辺
- 湯段温泉
- 津軽岩木スカイライン
- 百沢温泉